# Финспонг
Финспонг (на шведски: Finspång) е град в югоизточна Швеция, лен Йостерйотланд. Главен административен център на едноименната община Финспонг. Разположен е на северния бряг на езерото Глан. Намира се на около 140 km на югозапад от столицата Стокхолм и на около 55 km на североизток от Линшьопинг. Получава статут на търговски град (на шведски шьопинг) през 1942 г. Има жп гара. Населението на града е 12 440 жители според данни от преброяването през 2010 г.